# Đồ Sơn thị
Đồ Sơn (chữ Hán: 塗山) là tên một quốc gia bộ lạc từng tồn tại trong lịch sử Trung Quốc vào thời viễn cổ, không thấy thư tịch nào ghi chép về sự hình thành và diệt vong của nước này.
Bấy giờ nước lụt gây ra tai họa khiến nhân dân không có ăn ở yên ổn, Đế Thuấn lo âu cử Hạ Vũ thay cha là Cổn chịu trách nhiệm trị thủy. Trên đường đi Vũ có ngang qua địa phận nước Đồ Sơn, quân chủ nước Đồ Sơn dẫn dân chúng ra đón chào phái đoàn trị thủy. Thấy Vũ là người giỏi giang ăn nói khéo và tác phong lẫm liệt nhà vua bèn gả con gái cho, cưới xong đúng 3 hôm Vũ tiếp tục dẫn đoàn người đi về phía nam. Người con gái Đồ Sơn thị ở nhà sau 9 tháng 10 ngày sinh nở ra 1 bé trai kháu khỉnh đặt tên là Khải, trong thời gian trị thủy Vũ có đi qua cửa nhà tới 3 lần mà không có thì giờ rảnh rỗi để ghé vào thăm vợ con được.
Vợ Vũ ngày nào cũng sai thị nữ đứng trên núi ngóng xem chồng mình có về không, nhưng chờ đợi mãi cũng vô vọng bà liền làm ra khúc hát "Hầu vọng nhân a" để tưởng nhớ chồng. Ngày nay bài ca đó còn chép ở trong Kinh Thi vẫn được người đời truyền tụng, còn về phần người con gái Đồ Sơn thị kia thì mang bệnh tương tư mà chết trước khi chồng hoàn thành nhiệm vụ.
Đồ Sơn thị chỉ được nhắc tới đúng 1 lần trong chính sử, tuy nhiên giá trị ảnh hưởng của người con gái nước ấy thì vẫn còn đọng mãi trong ký ức của dân tộc Trung Hoa.